# Manomatic

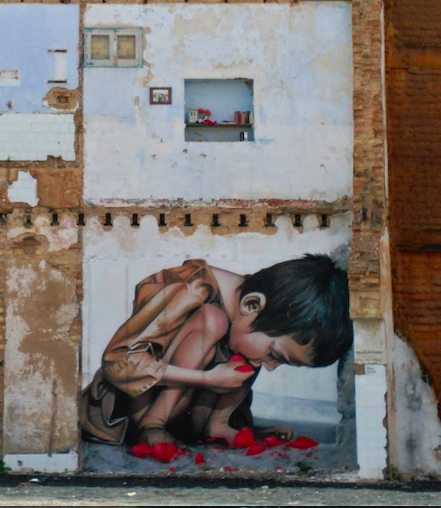
Pure Love, Museo aire libre de Huelva. Obra actualmente desaparecida, referenciada por Banksy.

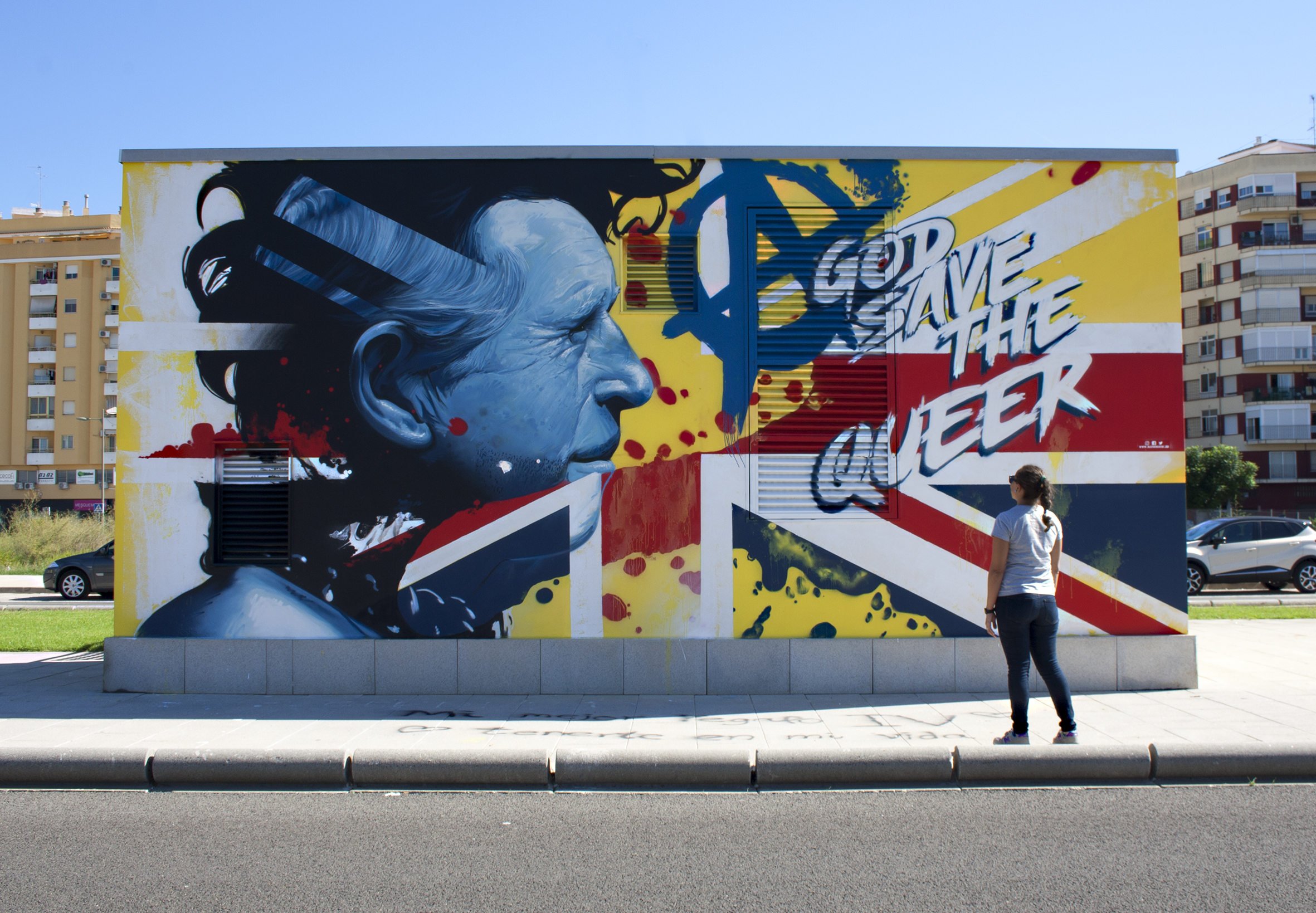
Graffiti de Manomatic realizado en Alzira (Valencia) para el festival Art al Carrer de la localidad

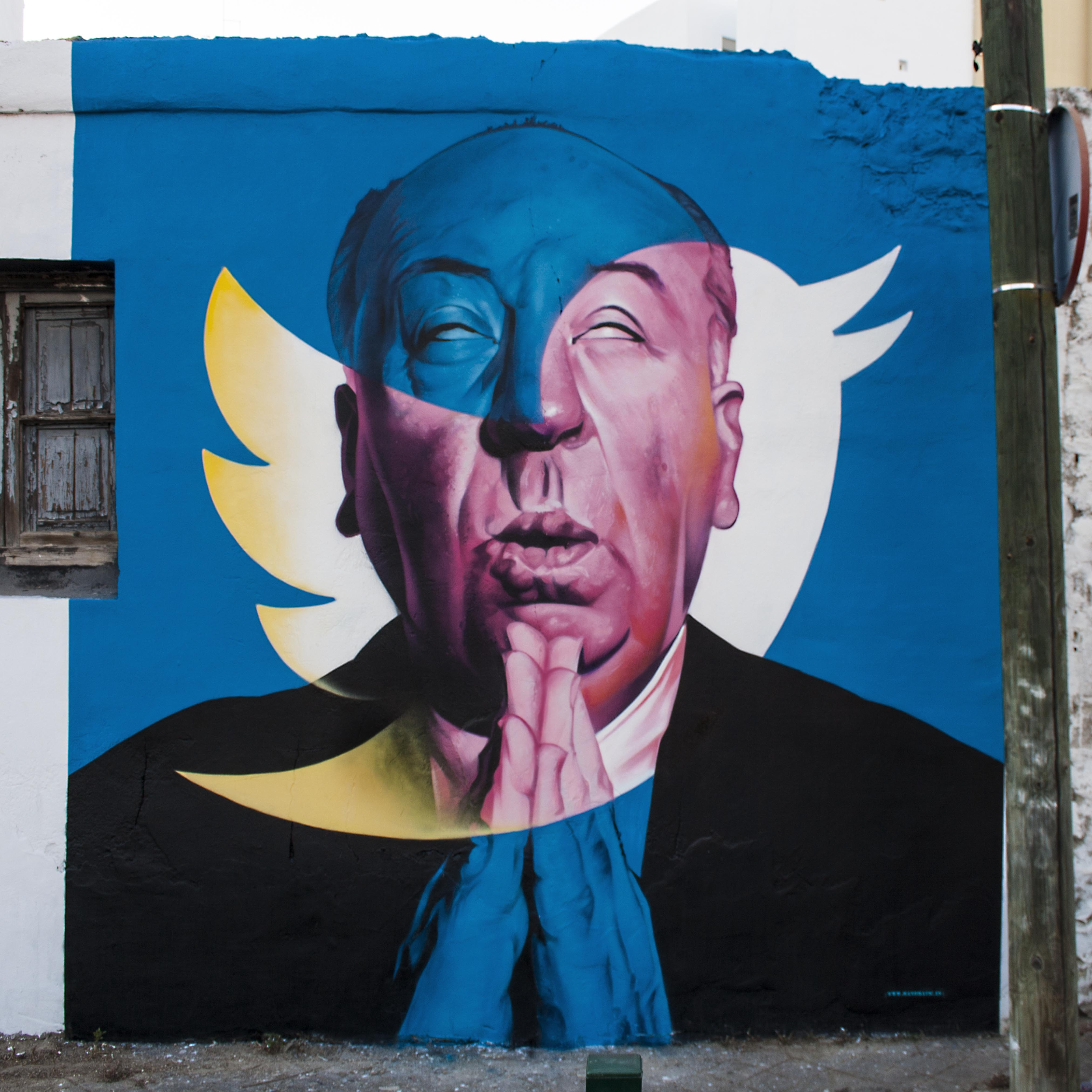
Birds, Manomatic.

Adrián Pérez, más conocido como Manomatic (Huelva, 1982) es un artista plástico vinculado al mundo del graffiti y el arte urbano.

## Trayectoria
Manomatic cursó estudios de imagen y sonido en Sevilla, Andalucía. A partir de 1998 empieza a dedicarse a la creación artística de manera autodidacta. Inicia su andadura en el graffiti a través de amigos artistas sevillanos.
Manomatic pasó por distintas etapas, siendo en su primera fase escritor de graffiti en el más puro estilo grafitero. Con el tiempo va desarrollando su técnica y pasará a los dibujos de personajes creados desde un imaginario personal y creativo. Esto lo lleva hasta el hiperrealismo que lo caracteriza.
En la actualidad combina decoraciones para empresas y clientes con obras puramente artísticas que le han llevado a ser reconocido como un gran artista contemporáneo.
A lo largo de varios años Manomatic desarrolló diversas obras en el centro de Huelva que fueron denominadas como su museo al aire libre. Una importante parte de la obra de la ciudad de Huelva, como suele pasar con el arte urbano en muchos otros sitios, ha sido destruida por diversos factores como la especulación inmobiliaria, humedades, etc.
En 2015 se organizó una exposición en el museo de Huelva, SelfieL, que recogía obras de gran formato creadas para la ocasión en las paredes del museo. Según el autor, el tema es "la sociedad digital en la que vivimos inmersos, en la que cada uno expone su parte más estética y superficial a través de las redes sociales". Esta exposición ha sido la más visitada hasta la fecha en la historia del museo con 10000 visitas.
En abril de 2024 Manomatic donó a la Universidad de Huelva la obra de la exposición SelfieL, considerada patrimonio histórico contemporáneo de la ciudad de Huelva al haber sido la más visitada del Museo en su historia.

## Reconocimientos
La trayectoria de Manomatic le ha llevado a ser invitado y participar en un número creciente de festivales nacionales e internacionales de arte urbano. Entre los más importantes se encuentran:
- Bienal MArteLive, Roma [8]
- Festival Mural fest Tirana, Albania[8]
- Urban Painting Around the World, 5ª ed., Fundación Príncipe Alberto II de Mónaco.[9]
- Festival Internacional de Arte Urbano de Grenoble en los Alpes.[10]

Su obra ha sido reconocida por organizaciones como Widewalls que en 2020 eligió su mural Khanya como uno de los mejores de arte urbano de ese año.
Ha sido distinguido con el Premio Onubense del Año en 2024 en la categoría Arte y Cultura.